# Gyretes dentellus
Gyretes dentellus is een keversoort uit de familie van schrijvertjes (Gyrinidae). De wetenschappelijke naam van de soort is voor het eerst geldig gepubliceerd in 1963 door Ochs.